# Krajtsir Károly
Krajtsir Károly (Névváltozat: Kraicsir) (Szomolnok, Szepes vármegye, 1804. január 28. — Morrisania, New York, 1860. május 7.) magyar orvos, természettudós, nyelvész, lengyel szabadságharcos, az amerikai tudományos élet első jeles, magyar származású képviselője.

## Életútja
Tanulmányokat Rozsnyón, Kassán folytatott, egyetemi tanulmányait Pesten fejezte be, 1829-ben orvosdoktorrá avatták. Orvosi témájú doktori disszertációja, amelyet a rosszindulatú fekélyről írt, itthon jelent meg latin nyelven a kor hagyományainak megfelelően. Krajtsir 1830-31-ben csatlakozott a lengyel szabadságharcosokhoz. Józef Chłopicki tábornok seregében teljesített szolgálatot hadi orvosként, őrnagyi rangot ért el. A lengyel szabadságharc bukása után sorstársaival együtt vonult emigrációba, Németországba, Párizsba, majd Amerikába.. A felkelés vezetőivel barátságban volt, köztük Lubienski, Radzivill, Czartoryski. Párizsban közeli kapcsolatba került a történész-politikus Joachim Lelewellel (1786-1861) is, akinek elnöklete alatt segélyezési bizottság alakult, ebben tevékenyen közreműködött, ebből lett később a Lengyel Demokrata Társaság. Párizsban nem volt kedvező a helyzet, a lengyel emigránsok tovább utaztak az Új Világba. Texas államban kapott letelepedési lehetőséget a lengyel menekült csapat, a lengyel kolónia megszervezésében Krajtsir is aktívan részt vett, de a széthúzást és a kudarcot látva 1837-ben magániskolát alapított Maryland államban.
1840-ben a Virginia-i Egyetemre hívták meg a modern nyelvek és irodalom tanárának. Ebből a rabszolgatartó államból 1844-ben Bostonba (Massachusetts) költözött, iskolája itt is nagy népszerűségnek örvendett, több könyve már ismert volt, s összehasonlító nyelvészettel is foglalkozott. A legkülönbözőbb nyelveket tanulmányozta, köztük sémi nyelvek, altaji nyelvek, mongol nyelv, stb. Amikor azonban elérkezett hozzá a az 1848-49-es magyar szabadságharc híre, akkor semmivel nem gondolva, ment haza, hogy segítse a magyar szabadságharcot. Párizsban, majd Hamburgban is azonban értesült arról, hogy a magyar szabadságharc már elbukott. Közvetlenül is értesült erről Újházy Lászlótól és kíséretétől, akik Amerikába tartottak. Krajtsir Károly Hamburgból Újházyékkal együtt ment vissza Amerikába, s ott mint tolmács és mint magyar-amerikai tapasztalatokkal rendelkező, széles látókörű ember nagy segítségére volt Újházynak. Együtt egyengették Kossuth Lajosnak és kíséretének kiszabadítását a török száműzetésből. Újházytól és kíséretétől akkor búcsúzott el, amikor azok elmentek kolóniát alapítani Iowa államba. 1851-től New Yorkban élt, s részt vett a magyar emigráció közéletében. Kossuth Lajossal nem került közeli barátságba, Kossuth a száműzetésben jól megtanult angolul, s önállóan is boldogult Amerikában, ám New Buda megalapítását ő sem helyeselte, úgy érzékelte, hogy Amerika nagyon messzire van, a hírek akkor még lassan jártak, az utazás is hosszú időt vett igénybe. Ezt Krajtsir Károly is így látta, bár nem biztos, hogy ezt megbeszélték egymással. Kossuth jó hazafinak tartotta Krajtsir Károlyt, Perczel Miklós szintén.

## Irodalmi munkássága, halála
Kötetet írt az Amerikában élő lengyelekről, kötetekkel segítette az angol nyelvtanulást, s számos értékes szócikket írt a New American Cyclopaediába (=Új Amerikai Enciklopédia), köztük természetesen a magyarokról és a magyar szabadságharcról is bőséges adatszolgáltatást nyújtott, orvosi, nyelvészeti (például szanszkrit nyelv), vallási (például tibeti buddhizmus) témákról. A Magyar Tudományos Akadémiával Amerikából először Krajtsir vette fel a kapcsolatot, kéziratos és nyomtatott hagyatékát végrendeletileg is a Magyar Tudományos Akadémiára hagyta még jóval halála előtt. Kéziratos hagyatékával egy nagyobb mű is az MTA-ra szállt, az abc-ről szóló munka, amely Krajtsir széles nyelvismeretéről tanúskodik. Utoljára Harrisaniaban telepedett le nem messzire New Yorktól, szintén New York államban. Szívroham következtében halt meg 1860-ban. Feltehetően Krajtsir Károly volt az első magyar származású, amerikai állampolgárságú tudós Amerikában.

## Köteteiből
- The Poles in the United States ... 1836-37.
- The first book of English. Boston, 1846.
- Significante of the Alphabet. Boston, 1846.